# Летюча жаба чорнолапа
Летюча жаба чорнолапа (Rhacophorus nigropalmatus) — вид земноводних з роду Летюча жаба родини Веслоногі.

## Опис

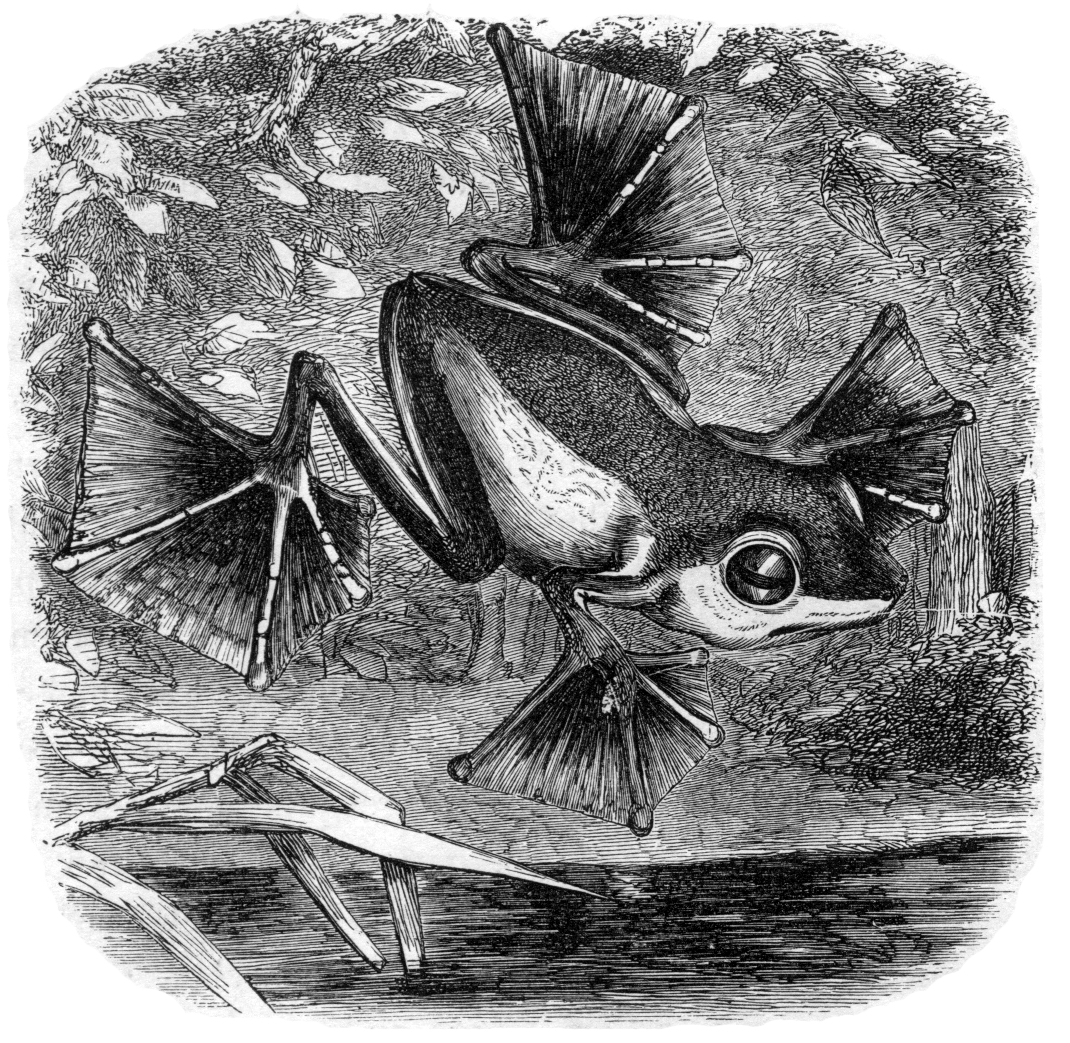
Ілюстрація з книги Воллеса «Малайський архіпелаг» 1869 року, виконана Й. Г. Кюлемансом

Загальна довжина сягає 8—10 см. Спостерігається статевий диморфізм: самиці більші за самців. Голова середнього розміру. Очі великі. Тулуб витягнутий, стрункий. Має величезні перетинчасті лапи. Широкі присоски розвинені на усіх пальцях, перетинка як на задніх, та й на передніх лапах доходить до самих присосок. Перетинка розвинута і на задній стороні передпліччя, невелика округла шкірна облямовка також оточує п'яту.
Спина яскраво-салатно-зелена, боки жовті з малюнком з тонких чорних смуг, черево світло-кремове. Очі мають світло-кремову райдужину. Перетинки яскраво-жовті з великими синьо-чорними трикутними плямами між пальців.
Пуголовки округлі або овальні, з коротким хвостом, сягають 5 см. Тіло пуголовок сіре зверху і біле знизу. На хвості є чорні крапки, як на м'язах, так і на плавниковій складці, верхній край плавникової складці облямований чорною смужкою.

## Спосіб життя
Полюбляє первинні дощові тропічні ліси. Здійснює тривалі ширяючі стрибки (до 15 м), пересуваючись таким чином не тільки з дерева на дерево, але і з крон на землю, до місць розмноження. Активна вночі. Живиться переважно комахами.
Для відкладання ікри групи жаб збираються навколо невеликих мулистих водойм. Гнізда, які являють собою великі пінисті грудки з ікрою, жаба прикріплює на рослини або просто на грудки бруду, що нависають над водоймою. Пуголовки потрапляють прямо у водойму, причому каламутна брудна рідина їм цілком підходить.

## Розповсюдження
Мешкає на Малаккському півострові, у Таїланді, а також на островах Суматра і Калімантан (Індонезія).